# Pikine Est
Pikine Est ist ein Stadtbezirk der Großstadt Ville de Pikine in der Metropolregion Dakar, gelegen im zentralen Westen Senegals. Die Stadtbezirke von Pikine haben jeweils den Status einer Gemeinde (commune).

## Geografie
Pikine Est liegt im Zentrum des Flaschenhalses der Cap-Vert-Halbinsel lang und schmal zwischen dem Stadtbezirk Pikine Nord und der Bahnstrecke Dakar–Niger.
Der annähernd trapezförmig umgrenzte Stadtbezirk hat eine Fläche von 0,7500 km² bei einer Länge von rund 1100 Meter und einer durchschnittlichen Breite von etwa 420 Meter. Er ist vollständig bebaut und sehr dicht besiedelt.
Die Grenze zu Pikine Nord folgt dem Verlauf der Straße Tally Boubess. Die Route des Niayes bildet die Abgrenzung zu dem nordöstlichen Nachbarbezirk Djidah Thiaroye Kao. Die Stadtviertel von Pikine Ouest beginnen jenseits der Rue PO 02. Jenseits der Bahnlinie liegen die Stadtbezirke Guinaw Rail Nord und Guinaw Rail Sud.

## Bevölkerung
Die letzten Volkszählungen ergaben für den Stadtbezirk jeweils folgende Einwohnerzahlen:
| Jahr | Einwohner |
| ---- | --------- |
| 1988 | …         |
| 2002 | 31.290    |
| 2013 | 32.452    |
| 2023 | 32.717    |